# The Very Best Of Bonnie Tyler 2CD
A The Very Best Of Bonnie Tyler egy 2015. szeptember 25-én megjelent kétlemezes válogatásalbum Bonnie Tyler brit rockénekesnő slágereivel, amelyek 1976 és 1986 között jelentek meg.

## Albumismertető
A Union Square Music először 2003-ban adott ki ugyanezzel a címmel kollekciót Bonnie Tyler 70-es években megjelent dalaiból egy lemezen, hasonló borítóval, húsz dallal.
2015-ben a kiadó kétlemezes deluxe kiadványokat megjelentető leányvállalata a Metro Select adja ki egy 6 paneles digipack csomagolásban. A kiadó nem csak az énekesnő  RCA időkben megjelent daliból, hanem  a Columbia Records-nál kiadott slágereiből is válogat. Igaz nem sokat, csupán 5 dal erejéig. A kollekció dalait nem kronologikus sorrendbe állították. 
A 30 dal között olyan világslágerek is hallhatóak, mint a Lost in France, It’s a Heartache vagy a  Total Eclipse of the Heart. De ezen kívül Bonnie Tyler első kislemezdala, a My My Honeycomb is felkerül a lemezre. 
A kiadványhoz 8 oldalas, az énekesnő karrierjének fontos állomásait tartalmazó szövegkönyv is jár. 
Bonnie Tyler legutolsó válogatáslemeze a The Collection 2013 őszén jelent meg az Egyesült Királyságban és Európában. A dupla kiadványon 1981. és 1988. között megjelent dalok hallhatók.

## Dalok
| #    | Dalcím                                                                        | Zeneszerző   | Hossz |      |      |
| CD 1 | CD 1                                                                          | CD 1         | CD 1  | CD 1 | CD 1 |
| ---- | ----------------------------------------------------------------------------- | ------------ | ----- | ---- | ---- |
| 1    | It’s a Heartache                                                              |              |       |      |      |
| 2    | Total Eclipse of the Heart                                                    | Jim Steinman |       |      |      |
| 3    | (You Make Me Feel Like A) Natural Woman                                       |              |       |      |      |
| 4    | Holding Out for a Hero                                                        | Jim Steinman | 5:50  |      |      |
| 5    | Lost in France                                                                |              |       |      |      |
| 6    | Living for the City                                                           |              |       |      |      |
| 7    | Eyes of a Fool                                                                |              |       |      |      |
| 8    | Faster than the Speed of Night                                                | Jim Steinman |       |      |      |
| 9    | Have You Ever Seen the Rain?                                                  |              |       |      |      |
| 10   | Loving You’s a Dirty Job (But Somebody’s Gotta Do It) Featuring Todd Rundgren | Jim Steinman |       |      |      |
| 11   | The World is Full of Married Men                                              |              |       |      |      |
| 12   | My Guns Are Loaded                                                            |              |       |      |      |
| 13   | Sometimes When We Touch                                                       |              |       |      |      |
| 14   | Goodbye to the Island                                                         |              |       |      |      |
| 15   | Blame Me                                                                      |              |       |      |      |
| CD 2 |                                                                               |              |       |      |      |
| 1    | More than a Lover                                                             |              |       |      |      |
| 2    | A Whiter Shade Of Pale                                                        |              |       |      |      |
| 3    | The World Starts Tonight                                                      |              |       |      |      |
| 4    | Louisiana Rain                                                                |              |       |      |      |
| 5    | Here Am I                                                                     |              |       |      |      |
| 6    | If I Sing You A Love Song                                                     |              |       |      |      |
| 7    | Piece Of My Heart                                                             | Janis Joplin |       |      |      |
| 8    | Heaven                                                                        |              |       |      |      |
| 9    | If You Ever Need Me Again                                                     |              |       |      |      |
| 10   | I Believe In Your Sweet Love '                                                |              |       |      |      |
| 11   | My! My! Honeycomb                                                             |              |       |      |      |
| 12   | Baby I Remember You                                                           |              |       |      |      |
| 13   | Here's Monday                                                                 |              |       |      |      |
| 14   | Hey Love (It's A Feelin')                                                     |              |       |      |      |
| 15   | Bye Bye Now My Sweet Love                                                     |              |       |      |      |